# Nevestino (obchtina)
Nevestino (bulgare : Невестино) est une obchtina de l'oblast de Kyoustendil en Bulgarie.